# Жена ушла
«Жена ушла» — советская полнометражная цветная драма, поставленная режиссёром Динарой Асановой на Киностудии «Ленфильм» в 1979 году по сценарию Виктора Аристова. Премьера фильма в СССР состоялась в апреле 1980 года.

## Сюжет
Ленинградец Александр Михайлович Клюев, прораб на стройке, по прозвищу Чанита, пользующийся уважением у начальства и авторитетом у подчинённых, считал свою семейную жизнь идеальной. Но жена Вера после 11 лет брака неожиданно уходит, оставив мужа и сына Витю. Александр безуспешно пытается уговорить Веру вернуться, обещает исправиться, привлекает подругу жены Татьяну к уговорам, а поняв, что Вера не вернется, прибегает к оскорблениям и угрозам.
На протяжении фильма Александр и Вера пытаются найти ответ на вопрос: как получилось так, что семейная жизнь стала невозможной?

## В ролях
- Валерий Приёмыхов — Александр Михайлович "Чанита" Клюев, прораб
- Елена Соловей — Вера, библиотекарь, жена Александра
- Митя Савельев — Витя, сын Александра и Веры
- Екатерина Васильева — Соня
- Александр Демьяненко — Степан
- Лидия Федосеева-Шукшина — Татьяна, подруга Веры
- Зиновий Гердт — сосед

## Съёмочная группа
- Автор сценария — Виктор Аристов
- Постановка — Динара Асанова
- Главный оператор — Юрий Воронцов
- Главный художник — Владимир Светозаров
- Композитор — Владимир Васильков
- Автор песен — Булат Окуджава

Изначально планировалось, что роли мужа и жены сыграют Владимир Высоцкий и Марина Влади.